# Menschenrechtsrat beim russischen Präsidenten
Der Menschenrechtsrat beim russischen Präsidenten (russisch Совет при Президенте Российской Федерации по развитию гражданского общества и правам человека, wiss. Transliteration Sovet pri Prezidente Rossijskoj Federacii po razvitiju graždanskogo obščestva i pravam čeloveka) ist eine Institution des Präsidenten der Russischen Föderation mit beratender Funktion.
Der Menschenrechtsrat wurde vom damaligen Präsidenten Wladimir Putin am 6. November 2004 mit dem Präsidialerlass № 1417 beschlossen.

## Ziele
Der Menschenrechtsrat soll dem Präsidenten Vorschläge zur Verbesserung des Schutzes der Rechte und Freiheiten der Bürger unterbreiten, ihn über die Situation der Menschenrechte und Grundfreiheiten informieren und die Gesetzgebung analysieren. Zudem soll der Rat die Aktivitäten der in Russland tätigen Nichtregierungsorganisationen (NGOs) koordinieren.

## Geschichte
2006 initiierte der Menschenrechtsrat in Zusammenarbeit mit vierzig russischen Nichtregierungsorganisationen das Projekt Civil G8-2006 während der G8-Präsidentschaft Russlands.
Im April 2009 traf sich der neu gewählte Präsident Dmitri Medwedew zum ersten Mal mit dem Menschenrechtsrat. Dabei wurde die Einrichtung einer Arbeitsgruppe zur Reform der NGO-Gesetzgebung in Russland beschlossen. Am 5. April 2010 wurde das Gesetz № 40 zur Unterstützung von Nichtregierungsorganisationen verabschiedet, welches die Behörden ausdrücklich auffordert, die NGOs zu unterstützen.
Bei demselben Treffen beschloss der Präsident die Wiederbelebung der Regierungskommission zur Migrationspolitik, die im Oktober 2009 ihre Arbeit aufnahm. Sie soll den 300.000 Menschen helfen, welche nur die sowjetische Staatsangehörigkeit besaßen und im heutigen Russland staatenlos sind. Ein entsprechender Gesetzentwurf wurde in die Staatsduma, den Föderationsrat und den Ausschuss für Staatsbürgerschaftsfragen eingebracht.
Im November 2012 wurde die Zahl der Mitglieder auf 63 erhöht (von 39) und 18 Arbeitsgruppen gebildet.
Spätestens seit 2012 muss der reale Einfluss des Rates auf die Politik des Präsidenten und der russischen Administration als unbedeutend eingeschätzt werden, auch wenn die Mitglieder sich um konkrete Vorschläge zur Verbesserung der Situation in kritischen Bereichen, wie z. B. dem Strafvollzugssystem, bemühen.
Im Januar 2014 verlangte er die Prüfung der Rechtmäßigkeit der Handlungen der Netzbetreiber, welche mit dem Ausschluss des unabhängigen Fernsehsenders Doschd die Funktion von Zensoren ausübten.
Ende April 2014 veröffentlichte der Menschenrechtsrat einen Bericht über „Probleme der Krimbevölkerung“. Laut dem Bericht hätten beim Referendum über den Status der Krim nur 50 bis 60 Prozent der Wähler für den Beitritt zu Russland gestimmt, bei einer Wahlbeteiligung von 30 bis 50 Prozent, während dem offiziellen Ergebnis zufolge 95,5 Prozent der abgegebenen Stimmen für den Beitritt waren bei einer Wahlbeteiligung von 82 Prozent.
Ende Oktober 2017 wurde ein Treffen verkürzt, damit der Präsident zur Eröffnung eines Mahnmals erscheinen konnte. Drei von insgesamt sechs Voten beim Treffen des Menschenrechts des Präsidenten im Oktober 2017 hatten den durch die Propaganda geschürten Hass in der Gesellschaft beklagt. Der Rat wird 2018 neu zusammengesetzt und könnte laut Leonid Nikitinsky nach dem Willen der Präsidentialadministration noch mehr seines bescheidenen Einflusses verlieren.
Anfang Mai 2018 wollte der Rat von den Strafverfolgungsbehörden Antworten darauf, warum bei den Demonstrationen vom 5. Mai 2018 genau dort Gewaltszenen stattgefunden hätten, wo Mitglieder der Nationalen Befreiungsbewegung oder Kosaken zugegen waren, sowie zu deren Zusammenarbeit mit Behörden.
Anfang Juni 2018 gelangte eine Anfrage an den Rat, welche um genauere Informationen zur Vernichtung von Gulag-Akten bat und Anfang Dezember 2018 kamen die Haftbedingungen und die Folter in den Gefängnissen zur Rede. Folter thematisierte der Menschenrechtsrat auch im Zusammenhang mit 2017/2018 verhafteten jungen Männern eines angeblichen „Netzwerks“, welche jedoch 2020 als angebliche Terroristen zu zwischen 6 und 18 Jahren strenger Haft verurteilt wurden.
Per Dekret des Präsidenten vom 21. Oktober 2019 wurden mehrere kritische Mitglieder des Rates ausgeschlossen, speziell jene, welche sich für Verlautbarungen des Gremiums zu den fragwürdigen Strafverfahren der Proteste des Sommers 2019 eingesetzt hatten, worauf ein weiteres Mitglied freiwillig ging. Der bisherige Vorsitzende Fedotow wurde „aus Altersgründen“ durch den Journalisten Waleri Alexandrowitsch Fadejew abgelöst. Der Co-Vorsitzende von Golos sprach von einem „Ausbluten“ des Gremiums und nannte die Wechsel „lächerlich“.
Am 6. März 2022 veröffentlichten die Mehrheit der Mitglieder der Kommission für politische Rechte des Rats sowie weitere Mitglieder aus anderen Kommissionen eine Stellungnahme zu den Ereignissen rund um den Russischen Überfall auf die Ukraine auf dem Blog des Vorsitzenden ersterer Kommission, Nikolai Swanidse. Die Stellungnahme enthielt keine Unterschriften, da die Erklärung selbst möglicherweise gegen das „Kriegszensur“-Gesetz vom 4. März verstieß. Trotzdem erklärten mehrere Mitglieder ihre Unterschrift öffentlich. In der Stellungnahme wurden die schnellstmögliche Einstellung kriegerischer Handlungen in der Ukraine und eine Auflösung aller Meinungsunterschiede durch Verhandlungen gefordert (We must halt military actions on the territory of Ukraine as quickly as possible and move on to the resolution of all contradictions between the two countries within the framework of negotiations).
In der Folge war vom Vorsitzenden Fadejew, der laut Meduza in den erlassenen Gesetzen keine Zensur erkennen wollte, keine Kritik gegenüber der Regierung geäussert, er forderte aber Memorial auf, den Friedensnobelpreis abzulehnen, während laut Nowaja Gaseta unliebsame Menschenrechtler aus dem Gremium ausgeschlossen wurden. Im Dezember 2022 schrieb der Tages-Anzeiger, der Menschenrechtsrat habe Putin Anfang Dezember „eine breite Plattform für (diese) Propaganda geboten.“ Putin habe beim Treffen zu Beginn den Rat gelobt, weil dieser sich „gegen «gemeine, heimtückische Lügen der ausländischen Presse»“ eingesetzt habe und gegen deren «aggressive Russopbobie». Innerrussische Probleme seien, so der Tages-Anzeiger, beim Treffen nur solche vorgekommen, welche Putin zuvor schon öffentlich angesprochen habe „in der Rolle des guten Landesvaters“, welcher Schuldige abmahne.

## Mitglieder
Der Menschenrechtsrat bestand aus zeitweise 63 Mitgliedern, die in 18 Arbeitsgruppen tätig waren. Der Sekretär der Russischen Journalisten-Union, Michail Fedotow, ersetzte die Ende Juli 2010 zurückgetretene Vorsitzende Ella Alexandrowna Pamfilowa. Er behielt die Position auch Anfang Dezember 2018, während der Rat 51 Mitglieder umfasste. Im Jahr 2019 wurde er, obschon sich 30 Mitglieder des Rates für seinen Verbleib einsetzten, per Dekret von Wladimir Putin „altershalber“ als Vorsitzender abgelöst. Sein Nachfolger wurde Waleri Alexandrowitsch Fadejew.
- Waleri Alexandrowitsch Fadejew, Vorsitzender ab 2019, Parteimitglied Einiges Russland, bis September 2018 Journalist beim regierungstreuen Kanal Eins
- Swetlana Grigorjewna Aiwasowa
- Lew Sergejewitsch Ambinder
- Alexander Alexandrowitsch Ausan
- Juri Dschibladse, Direktor des Zentrums für die Entwicklung der Demokratie und Menschenrechte[30]
- Daniil Borissowitsch Dondurei
- Michail Fedotow, Vorsitzender Oktober 2010 bis 2019[31][16][17]
- Walentin Michailowitsch Gefter, Direktor des Human Rights Institute
- Alexei Iwanowitsch Golowan
- Pawel Gussew, Chefredaktor des «Moskowski Komsomolez»[10]
- Irina Jewgenjewna Jasina
- Igor Jurjewitsch Jurgens
- Kirill Wiktorowitsch Kabanow, Vorsitzender des National Anticorruption Committee
- Igor Kaljapin[10], „Komitee gegen Folter“ in Grosny[32] bis 2022[24]
- Sergei Alexandrowitsch Karaganow
- Boris Jewgenjewitsch Krawtschenko
- Sergei Wladimirowitsch Kriwenko
- Ida Nikolajewna Kuklina
- Jaroslaw Iwanowitsch Kusminow
- Stanislaw Kutscher, Journalist
- Wladimir Romanowitsch Legoida, Stiftungsratspräsident der Foundation for Promotion Cultural-Enlightening Activities Foma Centre
- Sergei Jewgenjewitsch Litowtschenko
- Fjodor Alexandrowitsch Lukjanow, Chefredakteur der Zeitschrift Russia in Global Affairs
- Tatjana Michailowna Malewa
- Jelena Leonidowna Nikolajewa
- Dmitri Borissowitsch Oreschkin
- Emil Abramowitsch Pain
- Jelena Anatoljewna Panfilowa, Vorstand von Transparency International Russland
- Leonid Wladimirowitsch Poljakow
- Mara Fjodorowna Poljakowa
- Alexei Konstantinowitsch Puschkow, Journalist der investigativen TV-Sendung Post Scriptum
- Leonid Aleksandrowitsch Radsichowski
- Iwan Iwanowitsch Sassurski
- Nikolai Karlowitsch Swanidse bis 2022[24]
- Alexei Kirillowitsch Simonow
- Gari Dmitrijewitsch Tschmychow
- Irina Georgijewna Tschugujewa
- Sergei Iljitsch Worobjow
- Sergei Alexandrowitsch Zyplenkow, Direktor von Greenpeace Russia
- Henri Resnik, Jurist, ab 2018[10]
- Roman Wladimirowitsch Romanow ab 2018, Leiter des Gulag-Museum[10]
- Alexander Nikolajewitsch Sokurow ab 2018[10]
- Ekaterina Winokurowa, Journalistin, ab 2018[10]
- Tatjana Merzljakowa ab 2019[17]
- Alexander Tochenov ab 2019[17]
- Kirill Walerjewitsch Wyschinski, Journalist bei RIA, ab 2019[17]

An den Sitzungen nimmt Tatjana Nikolajewna Moskalkowa als Menschenrechtsbeauftragte der Föderation teil.

### Ehemalige Mitglieder
- Waleri Fjodorowitsch Abramkin († 2013)
- Ljudmila Michailowna Alexejewa, Vorsitzende der Moskauer Helsinki-Gruppe (2004–2012, 2015–2018)[10][33]
- Swetlana Alexejewna Gannuschkina (2004–2012), Gründerin der Flüchtlingshilfsorganisation Bürgerunterstützung
- Oleg Petrowitsch Orlow (2004–2006), Leiter des Rechtszentrums von Memorial
- Boris Pawlowitsch Pustynzew († 2014), Vorstand der Menschenrechtsorganisation Bürgerkontrolle
- Swetlana Innokentjewna Sorokina (2009–2011), Journalistin für Echo Moskwy und Doschd
- Elena Masjuk, bis 2018, Journalistin, spezialisiert auf Haftbedingungen[10]
- Jewgeni Bobrow, Menschenrechtsaktivist, 2018 bis 2019 stellvertretender Vorsitzender[18][17]
- Pavel Chikow, Menschenrechtsgruppe AGORA für ein freies Internet, 2018 bis 2019[10][17]
- Ekaterina Schulmann, Politologin, 2018[10] bis 2019[16]
- Ilya Shablinsky, Experte für Wahlrecht, bis 2019[14]
- Tamara Georgijewna Morschtschakowa, ehemalige Richterin des Verfassungsgerichtes, Rücktritt nach der Entlassung der vier Vorstehenden Mitglieder 2019
- Leonid Wassiljewitsch Nikitinski, 2018–2022, Rücktritt nach der Russischen Invasion der Ukraine.